# Édouard le Confesseur
Édouard le Confesseur, né entre 1003 et 1005, mort le 5 janvier 1066, est roi d'Angleterre de 1042 à sa mort.
Fils du roi Æthelred le Malavisé et de sa deuxième femme Emma de Normandie, il passe sa jeunesse en exil en Normandie à la suite de la conquête de l'Angleterre par Knut le Grand, en 1016. Il est rappelé en Angleterre en 1041 par le fils de Knut, Hardeknut, qui meurt l'année suivante sans descendance, ce qui permet à Édouard de monter sur le trône.
Le règne d'Édouard est marqué par ses relations avec le comte Godwin de Wessex, qui est le plus puissant des nobles d'Angleterre à son arrivée au pouvoir, puis ses enfants. En 1045, le roi épouse Édith, la fille du comte. Leur mariage ne produit aucun enfant. La famille de Godwin est contrainte à l'exil en 1051, mais elle est rétablie dans ses domaines et prérogatives dès l'année suivante. À la mort du comte, en 1053, c'est son fils Harold qui devient le chef de la famille et le principal comte du royaume.
Les dernières années d'Édouard sont marquées par la question de sa succession. À sa mort, plusieurs candidats au trône s'affrontent, parmi lesquels Harold, qui est sacré roi dès le lendemain, et le duc de Normandie Guillaume, qui s'empare du pouvoir après sa victoire sur Harold à la bataille d'Hastings.
Édouard est canonisé en 1161. Il est fêté le 5 janvier par l'Église catholique. En Angleterre, il est davantage commémoré le 13 octobre, jour anniversaire de la translation de ses reliques.

## Biographie

### Jeunesse
En 1013, il doit fuir devant l'invasion de l'Angleterre par Sven à la Barbe fourchue et son fils Knut avec son frère Alfred Ætheling et leur mère Emma de Normandie pour se réfugier auprès de son oncle Richard II de Normandie. Après la mort de Knut, en 1036, il échoue dans une tentative pour s'emparer du trône d'Angleterre aux dépens de Harold Pied-de-Lièvre. Son frère Alfred est tué à cette occasion par la trahison du comte Godwin de Wessex. Il retourne en Angleterre en 1041, invité par son demi-frère Hardeknut, qui en fait probablement son héritier, avec le soutien de Godwin de Wessex avec qui Édouard s'est réconcilié. Il accède au trône à la mort de Hardeknut le 8 juin 1042 et est couronné à la cathédrale de Winchester le 3 avril 1043.

### Roi d'Angleterre

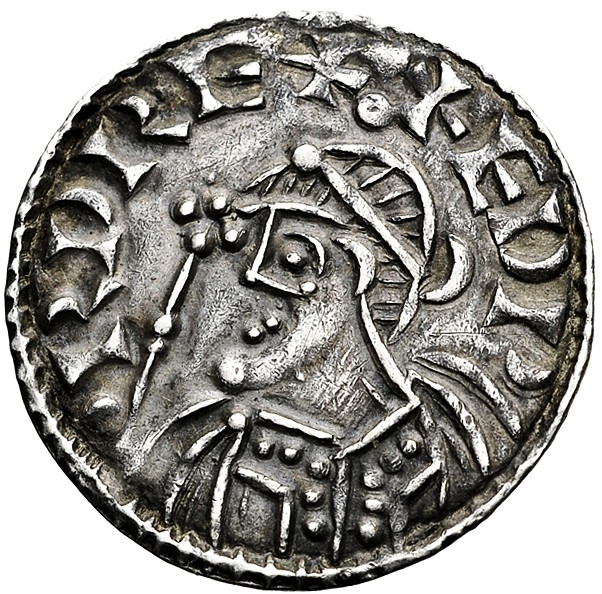
Penny frappé sous le règne d'Édouard.

Son règne est marqué par la paix et la prospérité. Les comtes Godwin, Léofric de Mercie (époux de lady Godiva), Siward de Northumbrie, ont un pouvoir important. Édouard favorise son entourage normand (il est qualifié de « normanophile »), ce qui mécontente les nobles danois et saxons, qui forment un parti anti-normand autour de Godwin de Wessex, qui devient le beau-père d'Édouard à la suite du mariage de ce dernier avec Édith de Wessex, le 23 janvier 1045.
Édouard, qui voulait faire un pèlerinage à Rome, pour remercier d’accéder au trône, obtient du pape de transformer son vœu en un don pour les pauvres et la construction d'un monastère. Il fait construire la grande Abbaye de Westminster qu'il ne verra pas terminée.
À la suite d'une embuscade tenue à Douvres contre Eustache II de Boulogne lors d'une émeute, Godwin, qui a refusé de punir les coupables, est exilé avec sa famille en septembre 1051. La reine Édith est enfermée dans un monastère, tandis que le roi récompense ses fidèles, notamment ses parents Raoul de Mantes et Odda de Deerhurst, en leur attribuant des titres dans les anciens domaines de la maison de Godwin.
En 1052, Godwin revient à la tête d'une armée. Il obtient le soutien du peuple et est restauré à la tête de son comté. Il meurt peu après lors d'un banquet royal à Winchester le 15 avril 1053 ; on dit qu'il se serait étouffé en mangeant un morceau de pain alors qu'il niait être impliqué dans la mort d'Alfred Ætheling, frère du roi. Harold Godwinson, son fils, hérite du Wessex et devient l'homme le plus puissant du royaume.

### Succession
Le roi rappelle Édouard l'Exilé, fils d'Edmond Côte-de-Fer, pour en faire son héritier, mais celui-ci meurt peu de temps après son retour en février 1057. Harold, qui se distingue notamment par des campagnes victorieuses au pays de Galles, revendique alors l'héritage de la couronne, en compétition avec Guillaume de Normandie (le fils du cousin maternel du roi, Robert le Magnifique).
Édouard meurt sans descendance le 5 janvier 1066 à l'abbaye de Westminster. Sa mort déclenche une crise de succession au trône d'Angleterre entre Harold (qui s’empare aussitôt de la couronne après la mort d’Édouard) et Guillaume. Il semble cependant que tous deux aient été dans leur bon droit car, de son vivant, Édouard aurait fait des promesses identiques à d'autres grands féodaux voisins, de manière à s'assurer de leur neutralité faute de pouvoir les contenir par la force. Néanmoins, la rivalité entre Harold et Guillaume aboutit finalement à la conquête normande du royaume par ce dernier,.

## Postérité
Un culte se développe autour de la personne d'Édouard après sa mort, avec des récits de guérisons miraculeuses autour de sa tombe. Celle-ci est ouverte en 1102 sur ordre de l'abbé Gilbert Crispin afin d'inspecter l'état de son corps, qui est retrouvé intact. Plusieurs hagiographies du roi sont rédigées au XIIe siècle, dont les plus célèbres sont celles d'Osbert de Clare et Aelred de Rievaulx, qui s'inspirent de la Vita Ædwardi regis, une biographie anonyme du roi commandée par la reine Édith vers 1067.
La canonisation d'Édouard est proposée une première fois sous le règne d'Étienne de Blois, en 1139, mais elle est rejetée par le pape Innocent II. La deuxième tentative se produit dans un contexte plus favorable, et Édouard est canonisé par une bulle du pape Alexandre III le 7 février 1161. Les restes du saint roi sont transférés dans l'abbaye de Westminster lors d'une cérémonie solennelle présidée par l'archevêque Thomas Becket le 13 octobre 1163. Sa fête est fixée le 5 janvier, jour anniversaire de sa mort (ou de son entrée au Paradis). C'est à ce moment qu'il acquiert son surnom de « Confesseur ». La translation de ses reliques est quant à elle commémorée le 13 octobre,,.
Édouard est considéré comme l'un des saints patrons de l'Angleterre jusqu'au XIVe siècle. Il est vénéré comme le saint patron des rois, des mariages difficiles et des conjoints séparés. Aujourd'hui encore, il est le saint patron de la famille royale anglaise.
Le roi Henri III lui rend un culte particulièrement vigoureux. Il fait rebâtir l'abbaye de Westminster avec une nouvelle tombe pour sa dépouille en 1269 et donne le prénom d'Édouard à son fils aîné. Édouard est supplanté par saint Georges comme patron de l'Angleterre après la fondation de l'ordre de la Jarretière, en 1348. Il apparaît néanmoins sur le diptyque de Wilton, œuvre commandée par Richard II dans la dernière décennie du XIVe siècle.
Sa fête est étendue à l'Église universelle en 1679 par le pape Innocent XI,. Sa mémoire est célébrée dans l’Église catholique le 5 janvier, date de sa mort, mais aussi le 13 octobre en mémoire de la translation de ses reliques en 1163.
Le saphir d'Édouard le Confesseur est l'un des joyaux de la Couronne britannique. Ce joyau, qui proviendrait de l'anneau porté par le roi le jour de son sacre, est serti dans la couronne impériale d'apparat depuis la reine Victoria.

Armoiries imaginaires attribuées à Édouard le Confesseur par Matthieu Paris au XIIIe siècle.
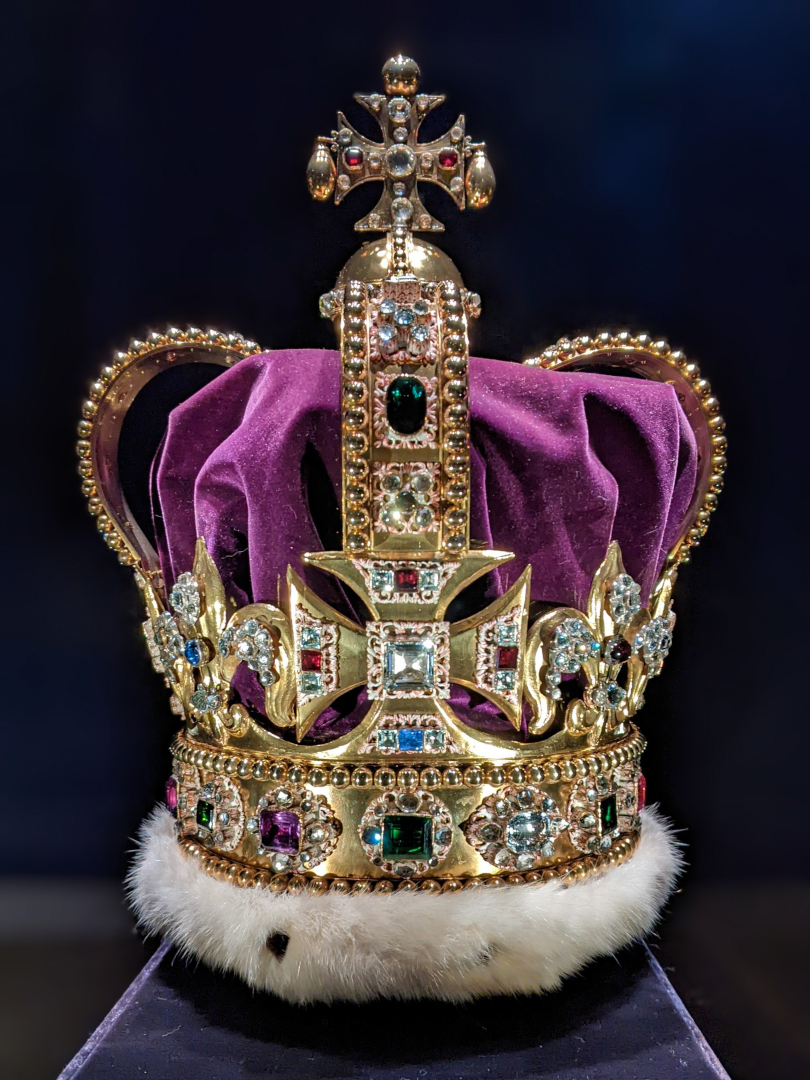
La couronne de saint Édouard.
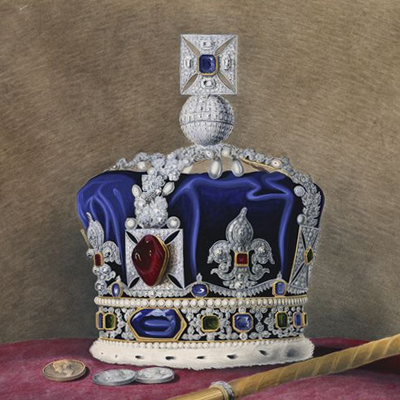
Le saphir d'Édouard le Confesseur au sommet de la couronne impériale d'apparat.